# Montserrat Albet
Montserrat Albet i Vila (Barcelona, 22 de abril de1927-10 de abril de 2013) fue una musicóloga y pianista española. 

## Trayectoria
Nieta del geógrafo Pau Vila, Albet recibió formación de Blanca Selva, Joan Massià e Higinio Anglés. Fue responsable de la sección de Música de la Gran Enciclopedia Catalana, directora del desaparecido Centro de Documentación Musical de la Generalidad de Cataluña y cofundadora de la Sociedad Catalana de Musicología, del Instituto de Estudios Catalanes. Estuvo casada con el escritor Joan Gomis Sanahuja.
Lllevó a cabo una importante labor divulgativa en Barcelona en la década de 1960 en su labor como directora del Seminario de Música Medieval y Contemporánea. Colaboró muy estrechamente en proyectos musicales de la editorial Planeta.
Investigó varios aspectos y periodos de la historia de la música con la pianista Eulàlia Solé i Olivart, y dio a conocer la obra del compositor austriaco Arnold Schönberg. Llevó a cabo la recuperación de piezas teatrales medievales catalanas y su puesta en escena junto al musicólogo Miquel Querol Gavaldá y al especialista Josep Romeu i Figueras.  
Fue responsable de la sección de música en la Gran Enciclopedia Catalana y cofundadora de la Societat Catalana de Musicologia del Instituto de Estudios Catalanes. Además, ocupó el cargo de directora del Centro de Documentación Musical de la Generalidad de Cataluña entre 1983 y 1993. 
Fue crítica musical de la revista Serra d'Or, colaboradora de El Ciervo y de Estudios Pro Arte, y una de las grandes difusoras en Cataluña de la música contemporánea, especialmente del dodecafonismo.
Su dedicación y contribuciones dejaron una marca significativa en el campo de la musicología catalana.

## Obra
- La música contemporània. 1974
- Historia de la música catalana. 1985
- Mil anys de música catalana. 1991
- Mozart, un genio musical. 1993

## Reconocimientos
En 2020, fue incluida dentro del proyecto “Mujeres Investigadoras en los Archivos Estatales (1900-1970)” para la descripción archivística y creación de un micrositio específico en el Portal de Archivos Españoles (PARES), desarrollado entre 2020-2023. Este proyecto ha sido impulsado por la Subdirección General de Archivos Estatales, con el objetivo visibilizar la labor de investigación realizada en España por las mujeres en el intervalo 1900-1970 partiendo de los registros documentales que se conservan en los Archivos de Gestión de los AAEE del Ministerio de Cultura (el Archivo Histórico Nacional, el Archivo de la Corona de Aragón, el Archivo General de Simancas, el Archivo General de Indias, el Archivo de la Real Chancillería de Valladolid, el Archivo General de la Administración y el Centro de Información Documental de Archivos).